# 荆门州
荆门州，中国元朝到清朝的州。

荆门州在湖北省的位置（1820年）

五代十国荆南改荆门县设置荆门军。元朝至元十五年（1278年），降为荆门州。治所在荆门县（今湖北省荆门市）。户二万九千四百七十一，口一十六万五千四百三十五。领两县：长林县、当阳县。包括今湖北省荆门市、当阳市。明朝洪武年间将长林县省入。清朝乾隆五十六年（1791年），改为荆门直隶州，辖区扩展到湖北省远安县。1912年废除荆门州。